# 西貢墟天后古廟及協天宮

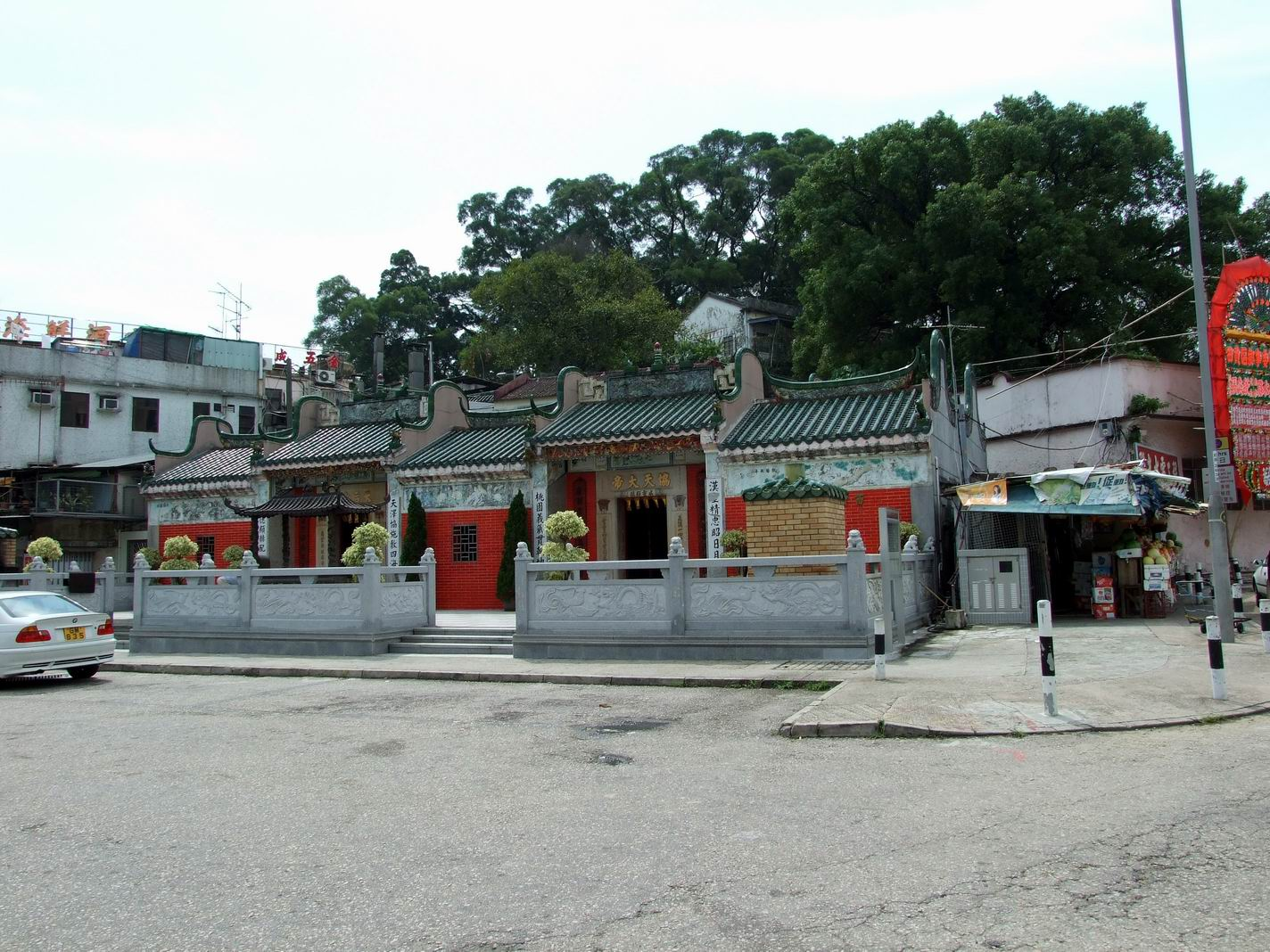
西貢墟天后古廟及協天宮

西貢墟天后古廟及協天宮座落香港新界西貢區西貢市中心普通道，天后廟與協天宮相鄰緊接在一起，但並非同時建成，由「西貢街坊值理會」管理，2009年12月18日被列為二級歷史建築。這座廟宇不僅是西貢區的宗教中心，更是地區政治、經濟、鄉事、教育及醫療的發祥地。

## 歷史

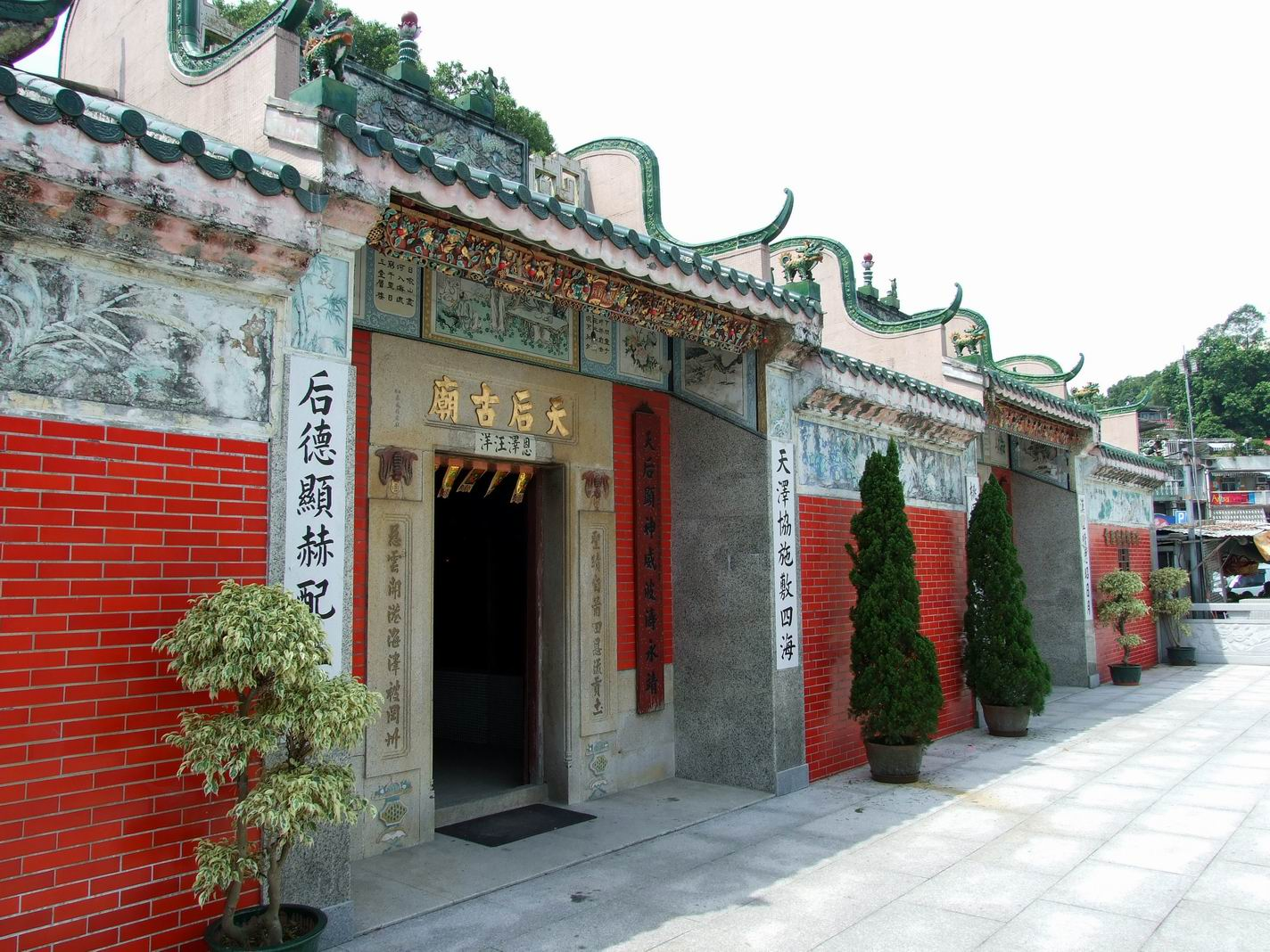
西貢墟天后廟

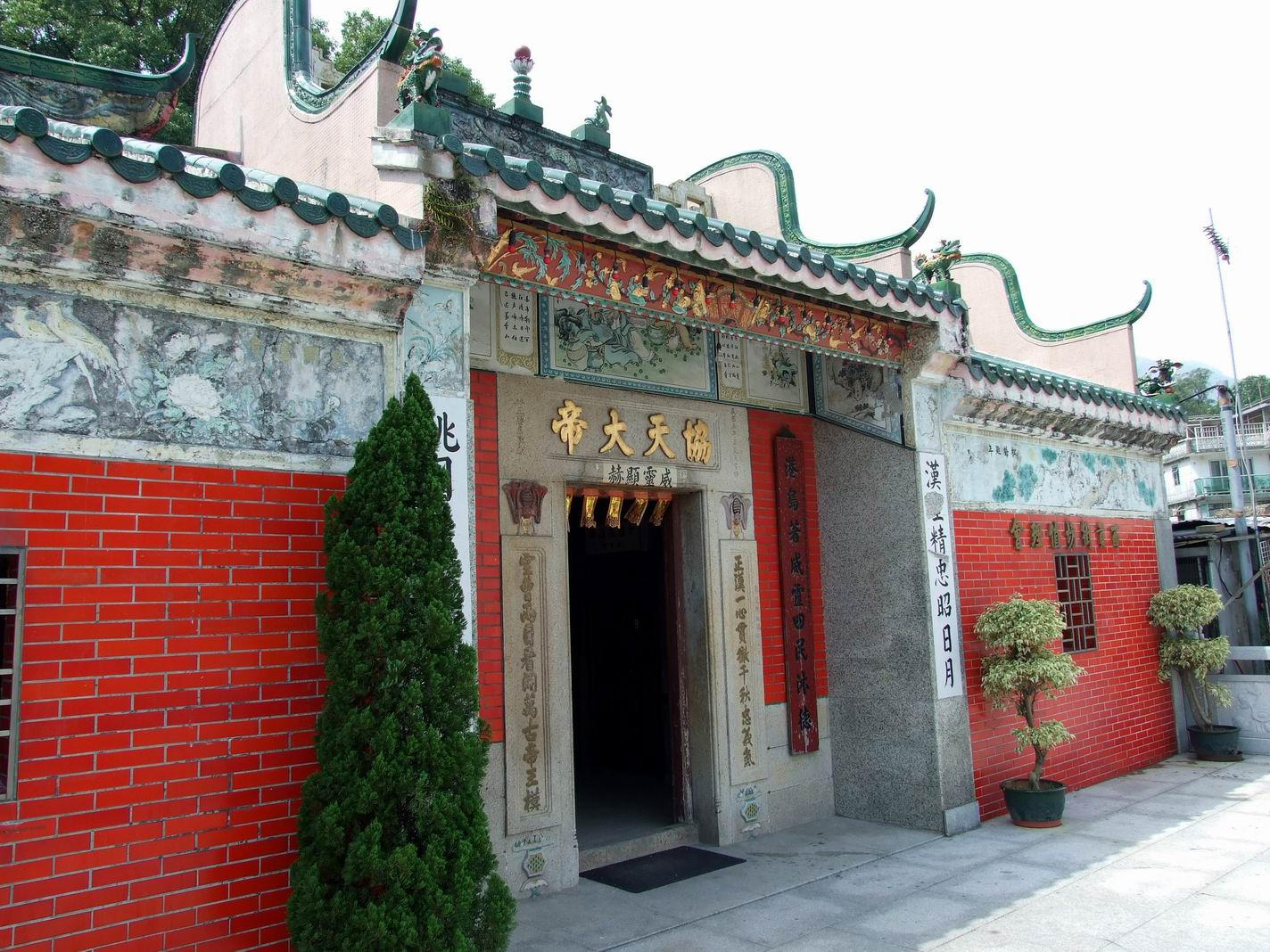
西貢墟協天宮

### 天后廟
天后廟創建年份已不可考，據說已有百多年的歷史，曾於1965年及1993年重修。
「天后廟」門額為「天后古廟」，兩側對聯：「聖蹟自莆田恩流貢土；慈雲開港海澤被岡州」。

### 協天宮
「協天宮」又稱「關帝古廟」，原位於西貢墟內「躉場」現時「西貢醫局」的位置，因日久失修，鄉民決定集資重修，於1916年（民國五年）將該廟遷到現址，與「天后古廟」合建在一起。
「協天宮」門額為「協天大帝」，兩側對聯為廣東探花陳伯陶所寫：「正漢一心 貫徹千秋忠義氣；空曹兩目 看開萬古帝天模」。

### 西貢商會
「西貢商會」在1941年成立，曾在天后古廟及協天宮內設立會址。
現主席為陳權軍先生，會址設在西貢普通道 23號。

### 西貢公立學校
「西貢公立學校」又名「普通學校」，於1946年開辦，同年4月獲政府批准為津貼學校。1950年西貢地方人士召開會議籌建新校舍，1951年遷入普通道50號新校址，位於天后廟側。學校於1995年9月結束，與另外四間同區村校合併為西貢中心李少欽紀念學校。

## 外部連結
- 西貢區文物徑簡介